# Карьера (посёлок)
Карьера — посёлок в Ржевском районе Тверской области. Входит в состав сельского поселения Медведево.

## География
Находится в южной части Тверской области на расстоянии приблизительно 25 км по прямой на юг от вокзала станции Ржев-Балтийский у левого берега реки Осуга.

## История
Здесь был отмечен карьер с безымянными постройками еще на карте 1980 года.

## Население
Численность населения: 22 человека (русские 100 %) в 2002 году, 15 в 2010.